# Olympisch Stadion (San Marino)
Het Stadio Olimpico is een stadion in de San Marinese plaats Serravalle. Het stadion heeft een capaciteit van 7.000 toeschouwers (allemaal zitplaatsen) en is daarmee het grootste stadion van San Marino. Het San Marinees voetbalelftal speelt hier zijn thuiswedstrijden. Naast het nationale voetbalelftal speelt hier ook de (in de Italiaanse competitie uitkomende) voetbalclub San Marino Calcio zijn thuiswedstrijden. Vroeger speelde de (ook in de Italiaanse competitie uitkomende) voetbalclub AC Juvenes/Dogana hier ook zijn thuisduels.
Het stadion was op 6 september 2006 het toneel van de grootste zege ooit in een EK-kwalificatieduel. Duitsland won toen met 0-13 van San Marino, onder meer door vier treffers van Lukas Podolski.